# An Hymn Of Heavenly Beauty (Spenser)
An Hymn Of Heavenly Beauty – poemat renesansowego angielskiego poety Edmunda Spensera, opublikowany w 1596 w zbiorze The Four Hymns. Utwór został napisany przy użyciu strofy królewskiej (rhyme royal), czyli zwrotki siedmiowersowej, złożonej z wersów jambicznych pięciostopowych, rymowanej ababbcc. 

Both heaven and earth obey unto her will,
And all the creatures which they both contain;
For of her fullness which the world doth fill
They all partake, and do in state remain
As their great Maker did at first ordain,
Through observation of her high behest,
By which they first were made, and still increast.